# Östra Kulla
Östra Kulla är en bebyggelse sydost om Lygnern i Tostareds socken i Marks kommun. Från 2015 till 2023 avgränsade SCB här en småort. Samtidigt upphörde en bebyggelse sydväst om denna och delvis i Västra Kulla som småort